# Reinhold Renauld von Ungern-Sternberg
Renauld (Reinhold) Heinrich Freiherr von Ungern-Sternberg (* 9. Februar 1908 in Dorpat; † 27. Februar 1991 in München) war ein deutscher Botschafter.

## Leben
Reinhold Renauld von Ungern-Sternberg entstammte der baltischen Adelsfamilie Ungern-Sternberg. Er studierte Rechtswissenschaft, wurde 1931 zum Doktor der Rechte promoviert und trat 1935 als Volljurist in den auswärtigen Dienst. 1933 war er der NSDAP beigetreten (Mitgliedsnummer 2.594.983). Er war Mitglied der SA im Sturm 33, der in Berlin 1933 den Terror bei der Machtergreifung ausübte. Er wurde in Stockholm (1936–1937), Kaunas und seit 1940 als Kulturreferent in Helsinki eingesetzt. Von 1941 bis 1942 war von Ungern-Sternberg dem Kommando der 18. Armee  zugeteilt. Nach dem Waffenstillstand von Moskau im September 1944 verließen die deutschen Diplomaten Finnland.
Nach Kriegsende war von Ungern-Sternberg selbstständiger Unternehmer. Aus dem Entnazifizierungsverfahren ging er als "entlastet" hervor. Von 1948 bis 1951 hielt er sich für die Bank deutscher Länder in Frankfurt auf, anschließend arbeitete er als Bankangestellter in Kanada. Ende 1952 wurde er wieder in den auswärtigen Dienst der Bundesrepublik Deutschland übernommen und bis 1956 in Sydney beschäftigt. Von 1956 bis 1959 war er in Bonn tätig, wo er 1957 zum Vortragenden Legationsrat Erster Klasse befördert wurde. Von 1959 bis 1964 war er Botschafter im Iran. 1962 lehnte ihn Chruschtschow als deutschen Botschafter in Moskau ab. Von 1964 bis 1967 war er Gesandter in London. Von 1968 bis 1973 war er Botschafter in Brüssel.